# Josep Maria Jujol
Josep Maria Jujol (16. září 1879 Tarragona – 1. května 1949 Barcelona) byl architekt, designér, kreslíř a malíř. Působil jako pedagog na Barcelonské škole architektury a od roku 1924 učil také na Escola del Treball. Během studia na vysoké škole již spolupracoval s architekty. Navrhoval sgrafita, zábradlí, dveře nebo nábytek. Deset let pracoval v ateliéru Antoni Gaudího. Jeho práci lze nalézt na stavbách (Casa Milà, Sagrada Familia, Park Güell), které jsou součástí seznamu Světového dědictví UNESCO. Patří mezi významné zástupce katalánského modernismu.

## Životopis
Od roku 1885 navštěvoval Josep Maria Jujol veřejnou školu v Tarragoně, kde byl ředitelem jeho otec Andreu Jujol. Již v dětství se zajímal o kreslení, přírodu a baroko. Rodina se záhy přestěhovala do vesnice Vila de Gràcia (nyní čtvrť Barcelony), kde chodil na hodiny kreslení. Po ukončení základního vzdělání, studoval dva roky na „Provinčním institutu“ v Barceloně. V roce 1896 zahájil studium na Přírodovědecké fakultě univerzity v Barceloně. Od roku 1901 studoval na Barcelonské škole architektury (Escola Tècnica Superior d'Arquitecturaod). Během studií se přátelil se spolužáky Josepem Maria Pericasem a Rafaelem Masó. V roce 1906 ukončil studium architektury projektem termálních lázní.
V roce 1910 získal místo učitele na Škole architektury v Barceloně. Později zde působil jako profesor. Vedle své architektonické činnosti se zabýval také kresbou a modelováním hliněných soch. V roce 1924 začal učit na škole Escola del Treball v Barceloně.
V roce 1926 byl jmenován městským architektem Sant Joan Despí (hrabství Baix Llobregat) nedaleko Barcelony. Zde lze nalézt značnou část jeho tvorby.
V roce 1927 se oženil se sestřenicí Teresou Gibert Mosellovou. Manželé bydleli v centru Barcelony, v ulici Rambla de Catalunya. Jediná jeho cesta do zahraničí byla svatební cesta novomanželů do Itálie, kde strávili tři měsíce. Později kreslil na cestách po Pyrenejském poloostrově.
Josep Maria Jujol zemřel 1. května 1949 v Barceloně. K obdivovatelům jeho díla patří herec John Malkovich, který jezdí pravidelně do Barcelony. Po architektovi byla pojmenována také katedra na Tokijské univerzitě.

### Tvorba

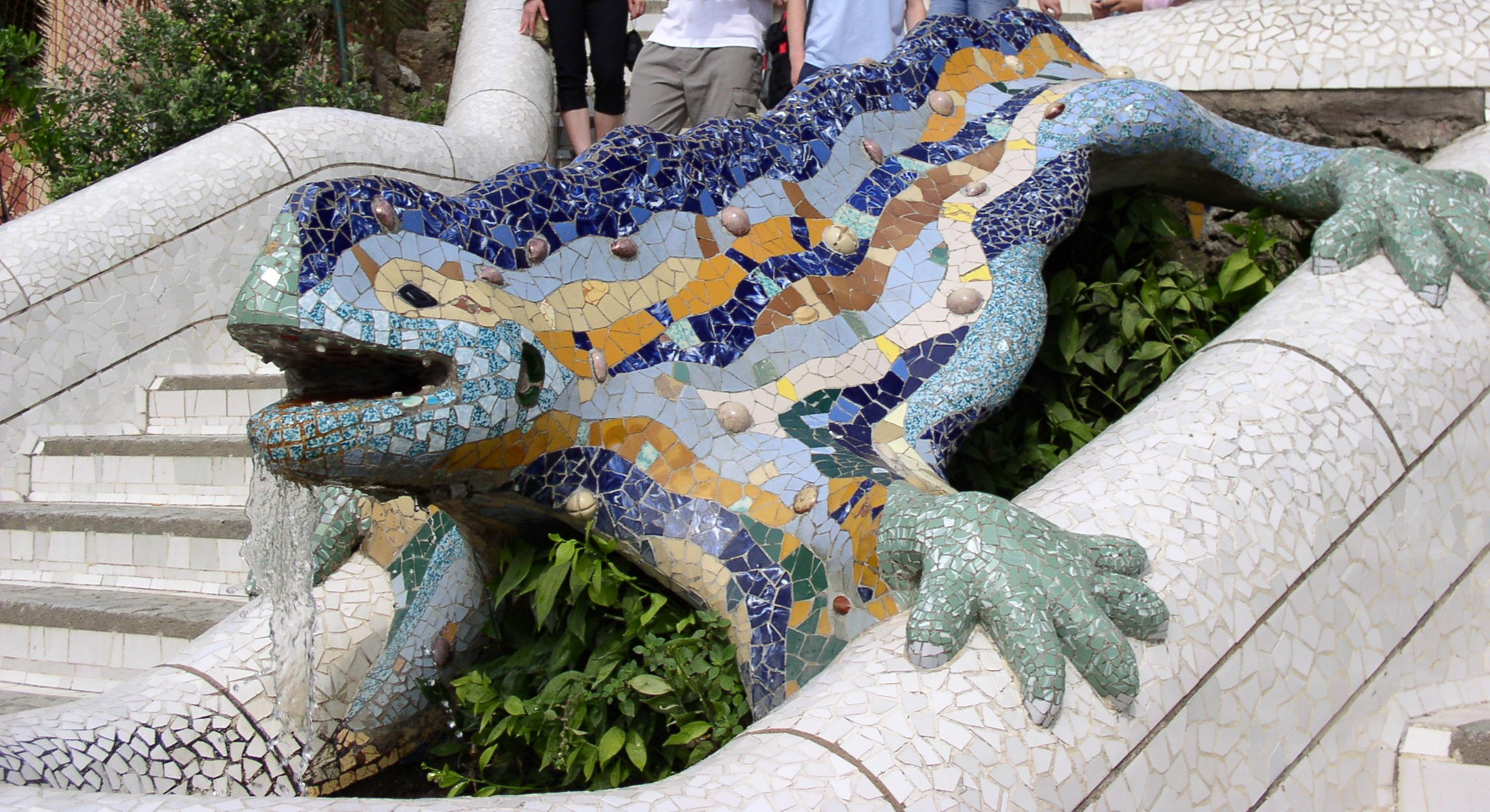
Drak zdobený mozaikou trencadís, vchod do Parc Güell

Během studií, v roce 1902 jej pozval ke spolupráci profesor architektury Antoni Marii Gallissà i Soqué. Věnoval se tak menším projektům, jako byly sgrafita, návrhy zábradlí, dveří, nábytku apod. Tato spolupráce studenta velmi ovlivnila, ale v roce 1903 Antoni Gallissà zemřel. V letech 1903 – 1906 pracoval v ateliéru architekta Josepa Font i Gumà. Při rekonstrukci kulturního spolku „Ateneu Barcelonès “ přispěl, jako asistent Font i Gumà k projektu vnitřního schodiště a výtahu, také k rekonstrukci knihovny, kde navrhl nábytek a vitrážová okna. Spolupracoval na rekonstrukci budovy Palau Savassona, budoucího sídla kulturního sdružení Ateneu Barcelonès. Ještě před dokončením studií začala jeho spolupráce s Antoni Gaudím. Účastnil se prací na stavbách Casa Milà, Casa Batlló nebo „zahradního města“ Parc Güell (keramická mozaika trencadís lavic na vyhlídkové plošině nad Sálem sta sloupů „Sala Hipòstila“). Většina keramiky použité v Parc Güell pocházela z Mallorky. Mezi lety 1910 a 1911 zde architekt společně s Joanem Rubió pomáhal v tamní katedrále při restaurátorských pracích vedených Gaudím.
V roce 1913 postavil pro tetu Josefu Romeu letní sídlo Torre de la Creu ve městě Sant Joan Despí. Záhy zde v hrabství Baix Llobregat získal další zakázky. V roce 1926 byl jmenován městským architektem Sant Joan Despí a tuto funkci zastával až do roku 1949. V obci rekonstruoval statek Can Negre pro právníka Perea Negre. Dům se stal kulturním centrem věnovaným autorovi. Pracoval na projektech v regionu, například ve městě Sant Feliu de Llobregat nebo Molins de Rei. Dokumentace prací z tohoto období se většinou nedochovala.
Přes vliv architektů, se kterými spolupracoval (především Gaudího) vytvořil vlastní inovativní architektonické dílo. Jeho tvorba byla ovlivněna venkovskou krajinou Camp de Tarragona. Jako představitel katalánského modernismu kladl důraz na vzhled, barvu, používal nové materiály a konstrukční prvky. Inspiroval se především přírodou například motivy stromů, květinami, liánami a různými většinou oblými tvary rostlin i živočichů. Jeho charakteristická barevnost prostupovala celým jeho dílem, počínaje obrazy, návrhy nábytku nebo v jeho architektonické tvorbě.

### Spolupráce na Gaudího projektech
Jeho využívání barev a aplikace nových pokrokových forem jako příspěvek v Gaudího tvorbě vyvolávají zájem historiků. Carlos Flores, Josep Francesc Ràfols nebo Montserrat Duran  kladou počátek vztahu těchto dvou architektů  mezi roky 1904 –1905, Joan Bassegoda však zastává názor, že se setkali po roce 1906. V této době již Josep Maria Jujol spolupracoval s Gaudím na Casa Batlló. Kolem roku 1915 ukončil svoji práci v Gaudího ateliéru, protože se začal věnovat pedagogické činnosti. Přítele a mistra pravidelně navštěvoval až do jeho smrti v roce 1926.
Casa Batlló – jako Gaudího asistent navrhl dřevěné dveře, dekorativních prvky v prvním patře a malby v kapli. Pro kapli vyrobil několik hliněných svícnů. Jeho přínosem je barevné řešení keramické fasády, vytvořené kulatými keramickými díly. Fasádu navrhl Antonio Gaudí (zakřivené tvary, masky na balkonech, dračí erb atd.).
Casa Milà – zde jako asistent navrhl kování balkonů, štukové reliéfy na stropech v prvním patře (byly inspirací pro strop Teatre Metropol de Tarragona) a malby na stropě vchodu.
Parc Güell – jeho řešením byly barevné keramické obklady lavičky na vyhlídkové promenádě (dokazuje podpis na vnější straně lavičky). Je patrný také architektův sklon k recyklaci. Část keramických dílů byl odpad nebo zbytky po barevných testech na keramice.
V roce 1909 vyrobil polychromovaný model chrámu Sagrada Família.

### Výběr z díla
- Torre Sansalvador, Barcelona (1909 –1915)
- Obchod Mañach, Barcelona, 1911, zrušen
- Výtah v Casa Farreras (dnes Casa Iglesias – 1913)
- Rekonstrukce Can Negre, Sant Joan Despí, hrabství Baix Llobregat(1915 –1926)
- Tovární dílny Tallers Mañach, Barcelona (1916 – 1918)
- Kostel Sagrad Cor, Vistabella, (1918 – 1924)
- Úpravy poustevny Santa Magdalena de Bonastre, Bonastre, hrabství Baix Llobregat, 1926
- Casa Planells, Barcelona (1923 – 1926)

- Dům Casa Camprubí, Cornellà de Llobregat, hrabství Baix Llobregat, 1928
- Fontána na Plaça Espanya, Barcelona, 1929
- Rekonstrukce kostela Santa Magdalena de Bonastre, Bonastre, (1941 – 1944)
- Rekonstrukce kostela Santa Maria del Pi, Barcelona, 1943
- Reliéf a náhrobek řeholnice Joaquimy Vedruny v kostele Santa Maria del Pi, Barcelona, 1945
- Torre Codina, Badalona (1943 – 1949)

- Rekonstrukce (sakristie, kupole, presbytář, křtitelnice, vitrážová okna a kaple) Mare de Déu de Loreto, Bràfim, (1945 – 1948)

## Galerie

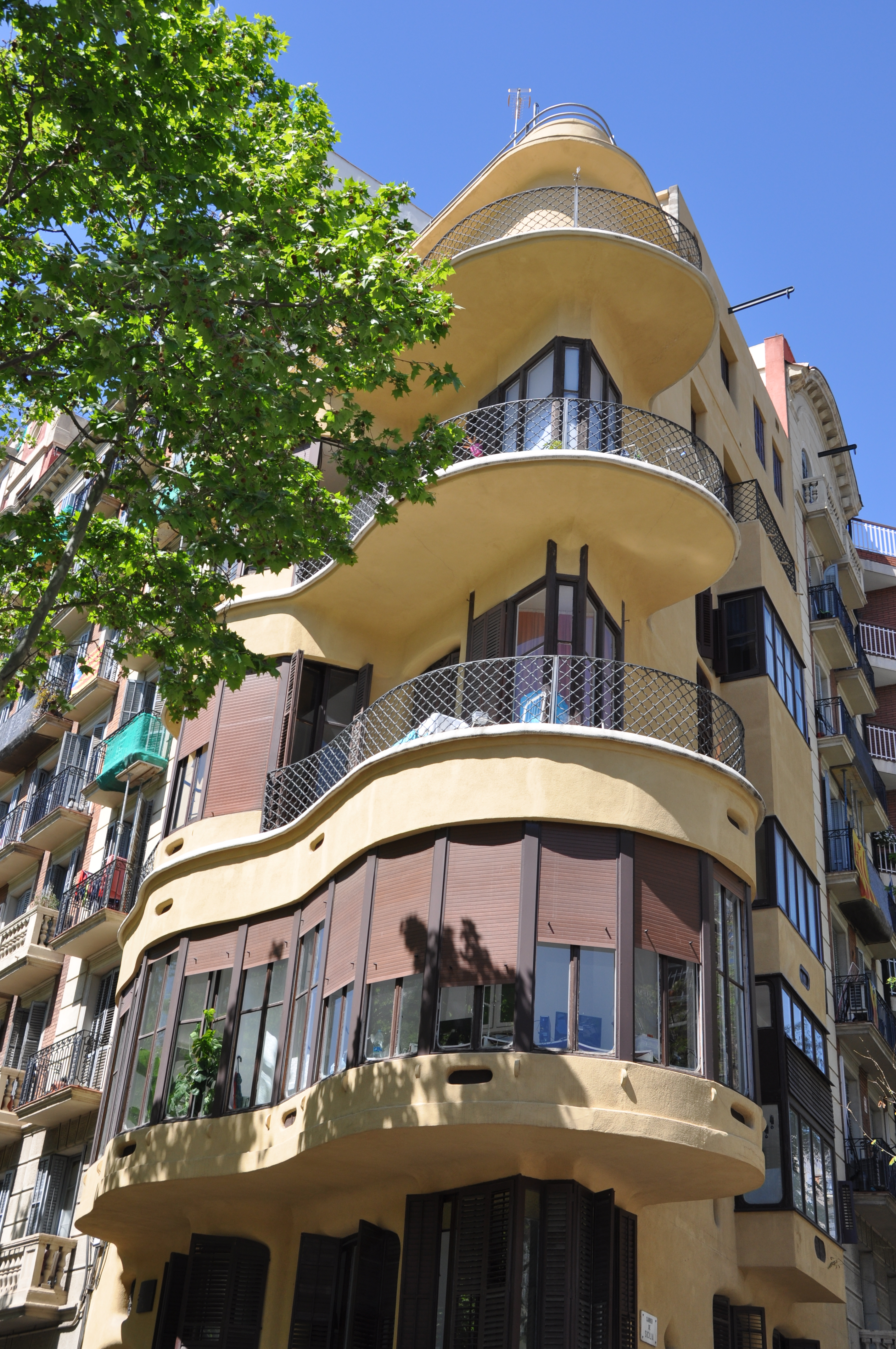
Casa Planells, Barcelona
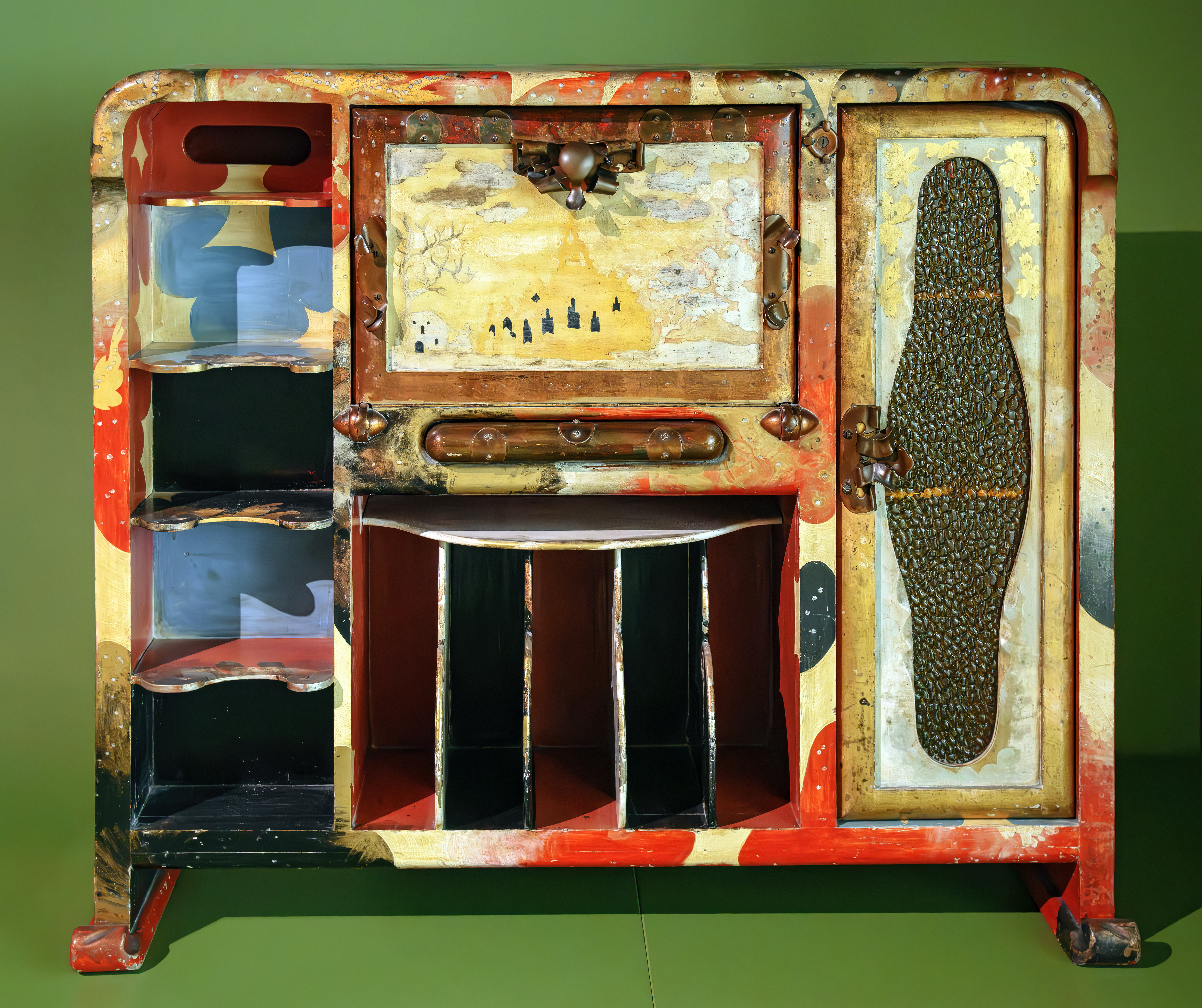
Skříň, Národní muzeum umění Katalánska
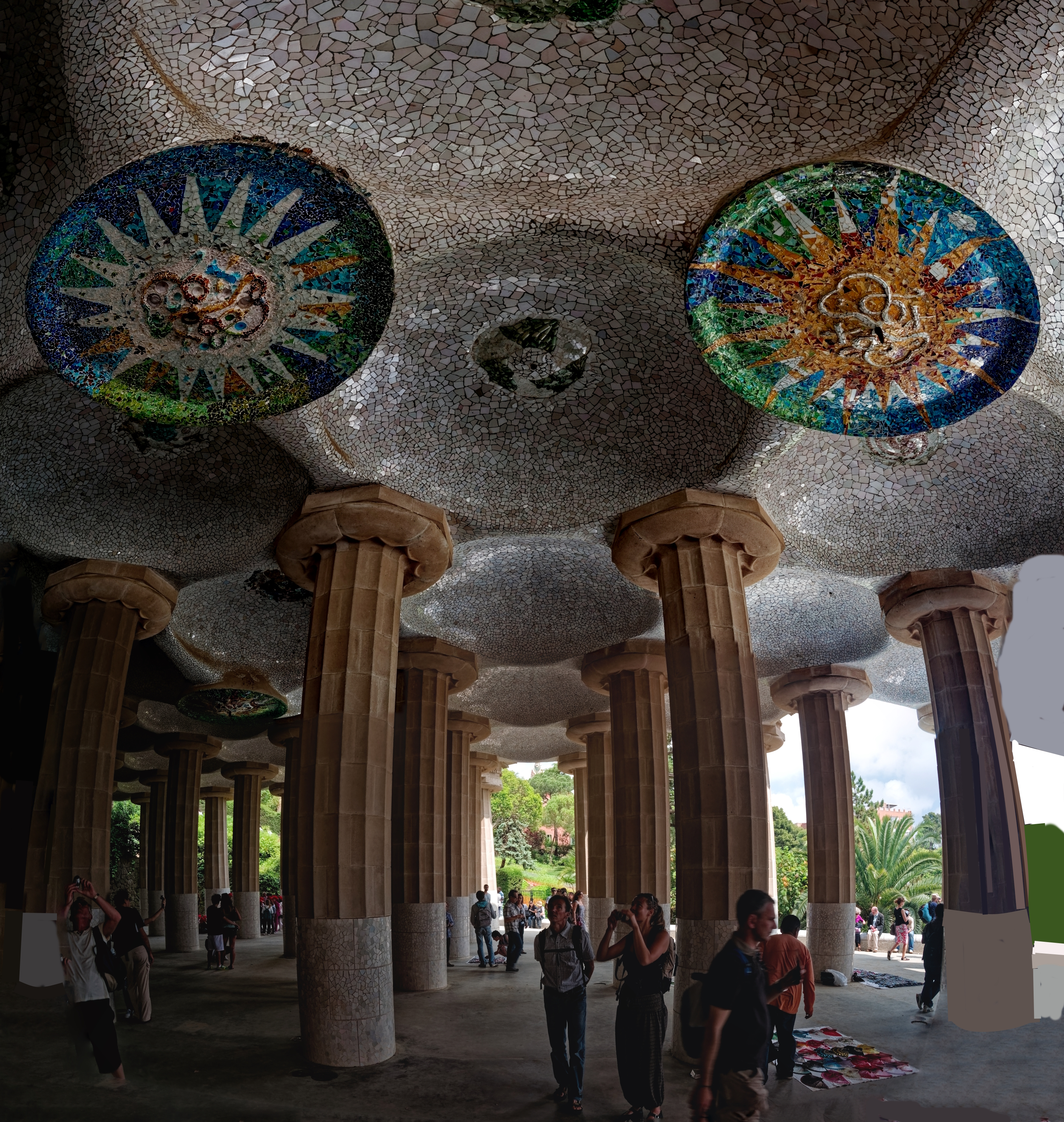
Park Güell - Sál sta sloupů – strop
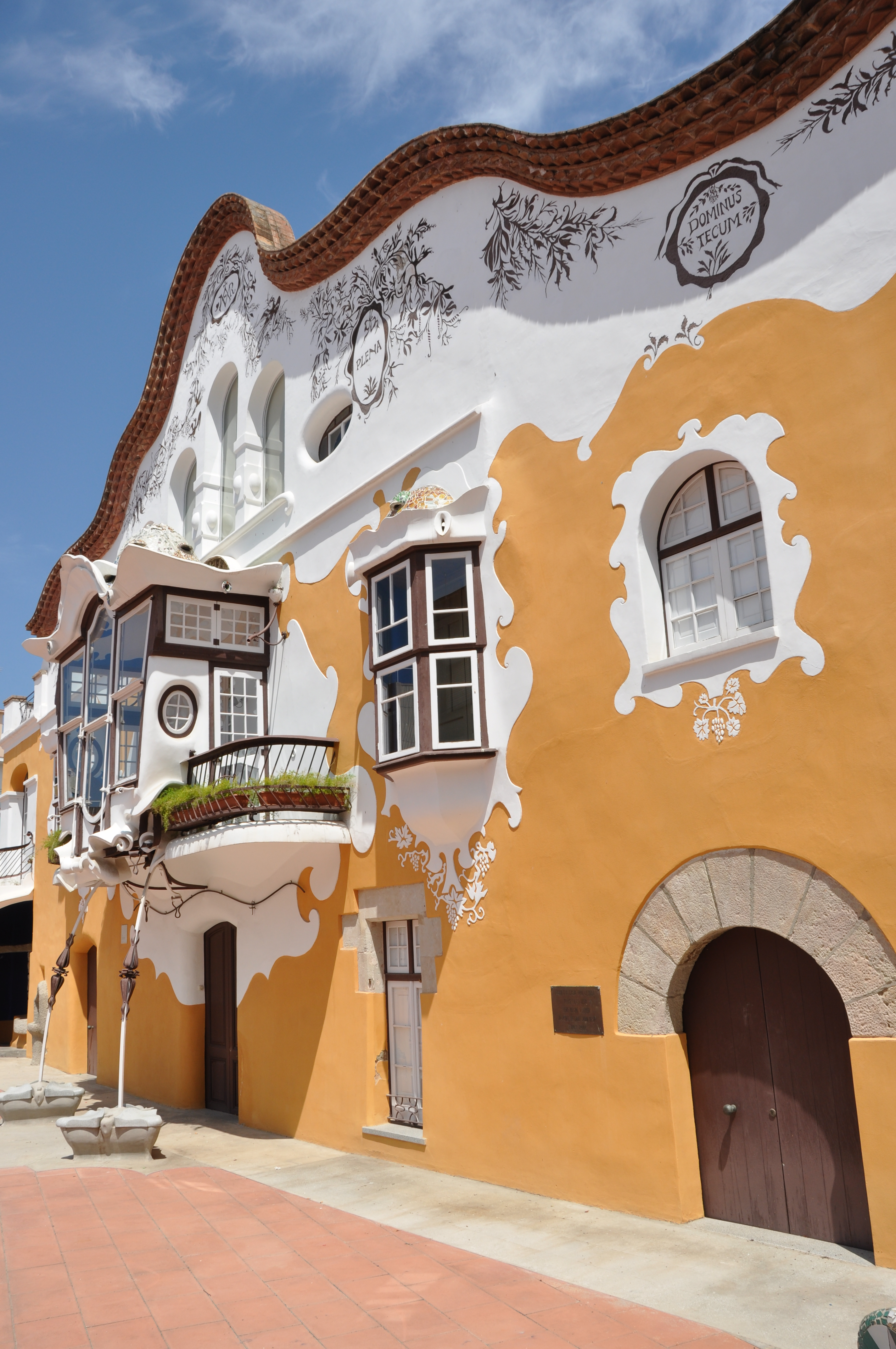
San Negre, Sant Joan Despí
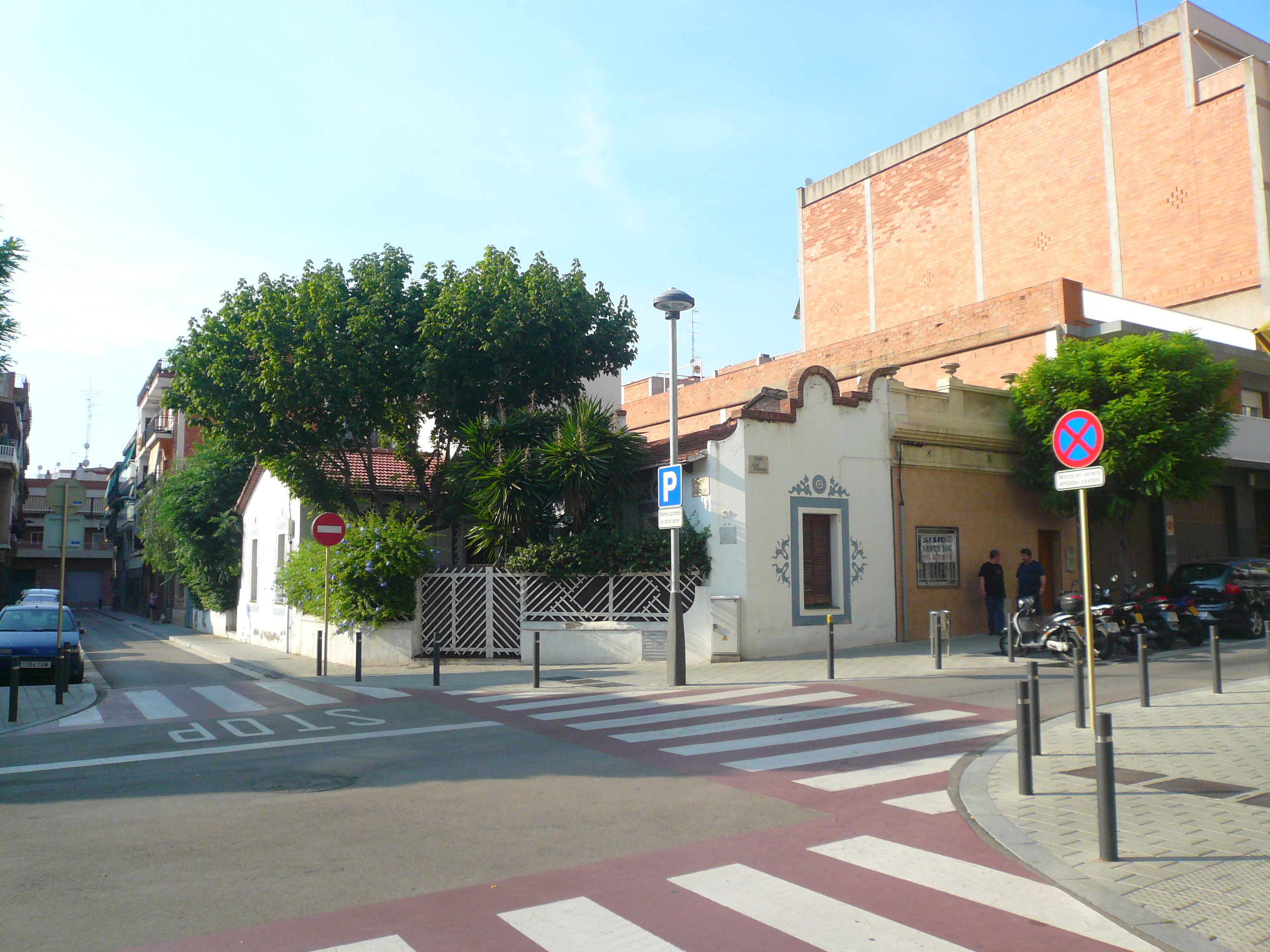
Casa Jujol, Sant Joan Despí
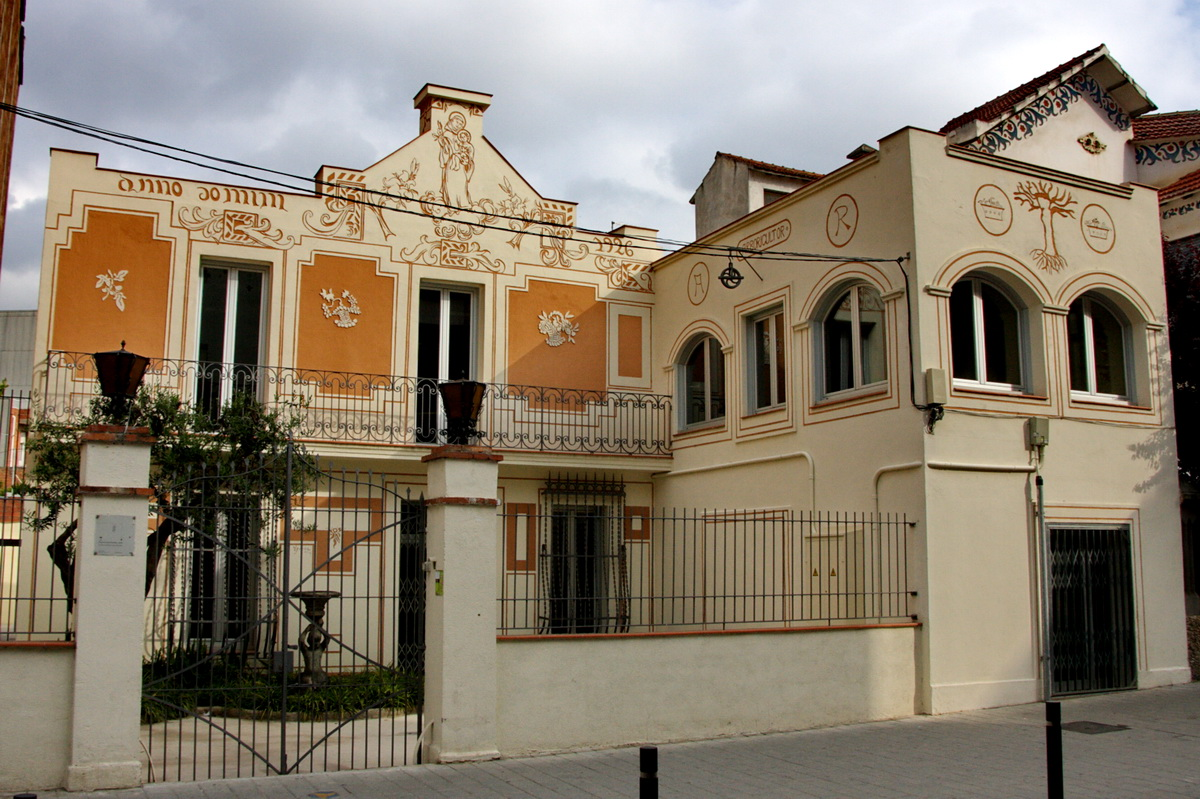
Casa Rovira, Sant Joan Despí
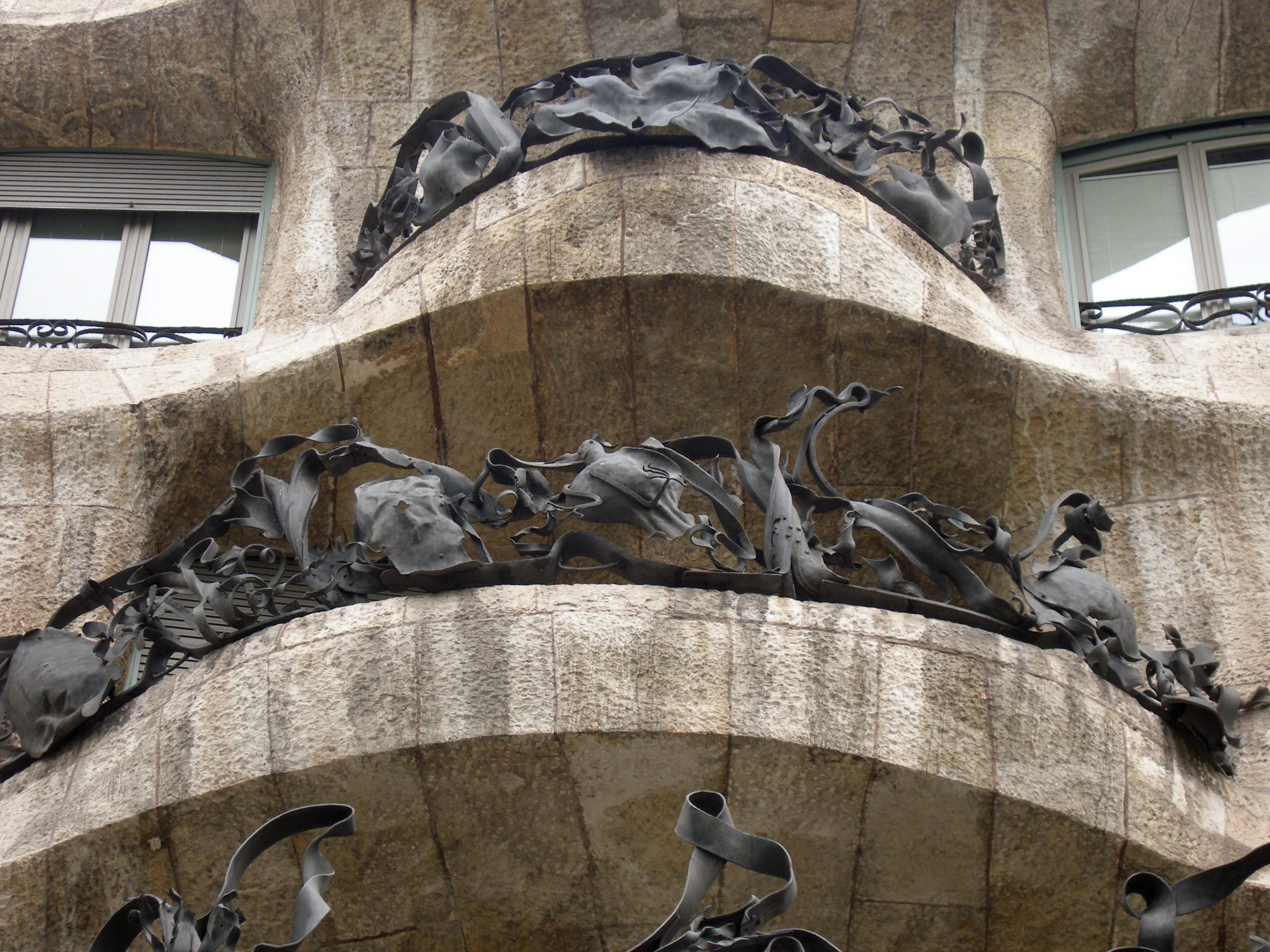
Casa Mila, detail
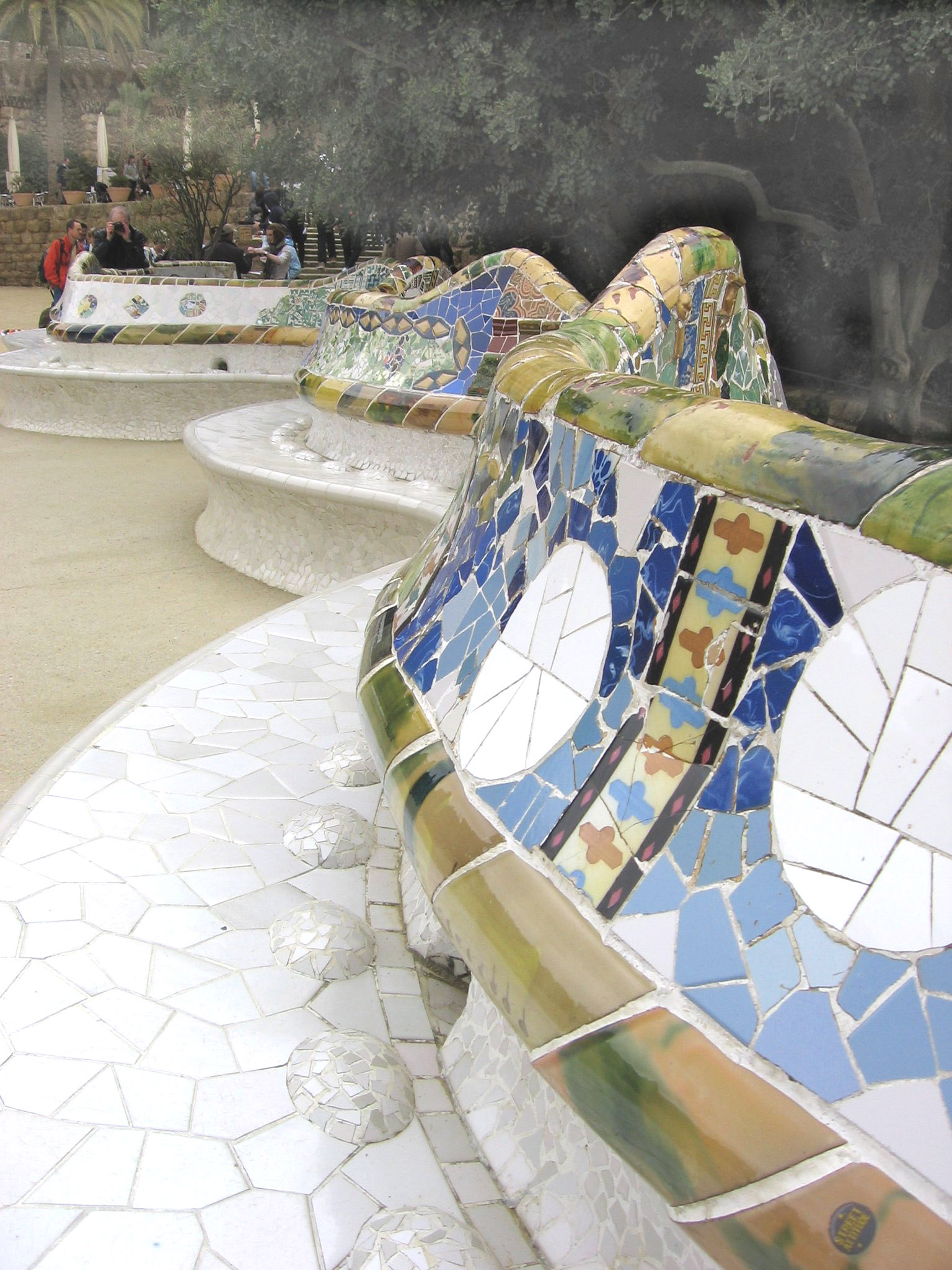
Parc Güell, barevné keramické obklady „lavičky“
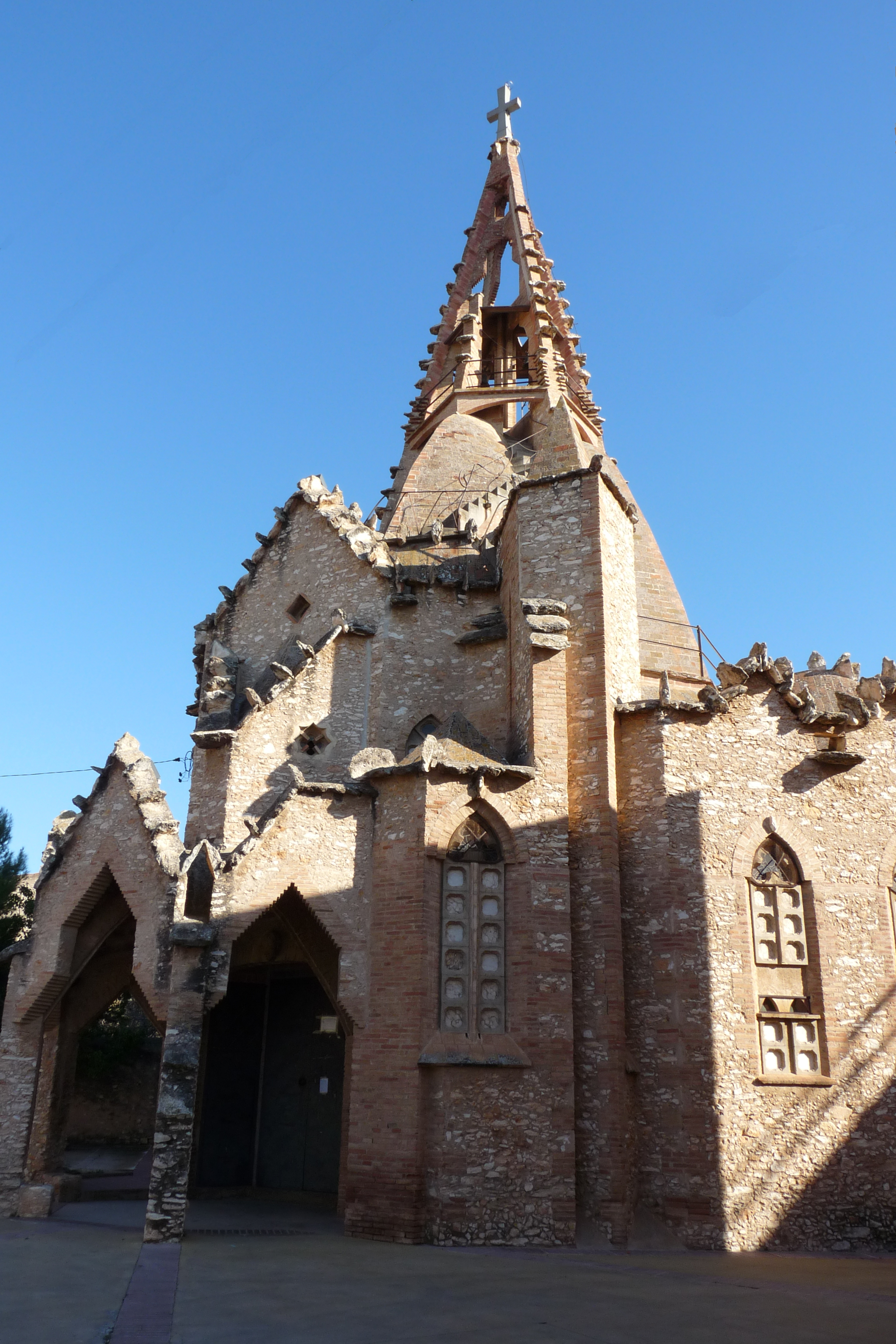
Kostel Sagrad Cor, Vistabella
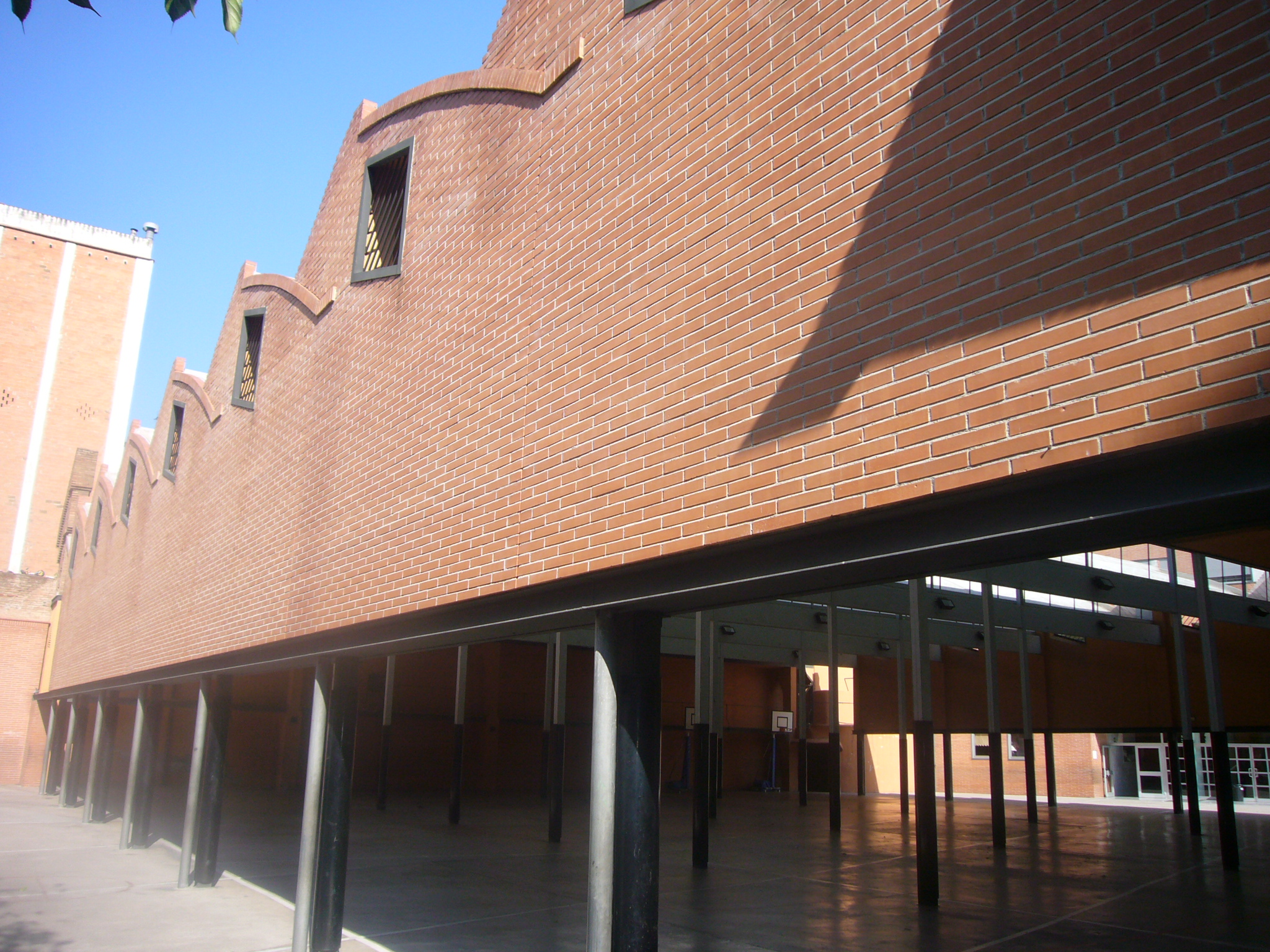
Tallers Mañach, tovární dílny